# Покровське сільське поселення (Котельницький район)
Покро́вське сільське поселення (рос. Покровское сельское поселение) — адміністративна одиниця у складі Котельницького району Кіровської області Росії. Адміністративний центр поселення — село Покровське.

## Історія
Станом на 2002 рік на території сучасного поселення існували такі адміністративні одиниці:
- Покровський сільський округ (село Покровське, селища Пармаж, Щенніковський, присілки Алексани, Архипенки, Борки, Велика Підволочна, Великі Коромислови, Ехтенки, Єремеєвська, Жарени, Заліська, Заложани, Копили, Кузнеці, Леушино, Мала Підволочна, Муха, Нижня Водська, Патраки, Петровці, Роденки, Сімінська, Солов'ї, Череміська, Шахтари, Шестакови, Шильнікови, Широченки)
- частина Морозовського сільського округу (селище Чорна, присілки Валови, Головешиці, Сандаки)

Поселення було утворене згідно із законом Кіровської області від 7 грудня 2004 року № 284-ЗО у рамках муніципальної реформи шляхом перетворення Покровського сільського округу.
Станом на 2002 рік селище Чорна, присілки Валови, Головешиці, Сандаки перебували у складі Морозовського сільського округу, а станом на 2004 рік вони перебували у складі Покровського сільського поселення.

## Населення
Населення поселення становить 685 осіб (2017; 699 у 2016, 723 у 2015, 718 у 2014, 731 у 2013, 730 у 2012, 743 у 2010, 968 у 2002).

## Склад
До складу поселення входять 33 населених пункти:
| Населений пункт              | Населення, осіб (2002) | Населення, осіб (2010) |
| ---------------------------- | ---------------------- | ---------------------- |
| Алексани, присілок           | 0                      | 0                      |
| Архипенки, присілок          | 1                      | 2                      |
| Борки, присілок              | 1                      | 0                      |
| Валови, присілок             | 0                      | 0                      |
| Велика Підволочна, присілок  | 0                      | 0                      |
| Великі Коромислови, присілок | 5                      | 0                      |
| Головешиці, присілок         | 3                      | 2                      |
| Ехтенки, присілок            | 0                      | 0                      |
| Єремієвська, присілок        | 17                     | 9                      |
| Жарени, присілок             | 13                     | 12                     |
| Заліська, присілок           | 19                     | 14                     |
| Заложани, присілок           | 0                      | 0                      |
| Копили, присілок             | 71                     | 67                     |
| Кузнеці, присілок            | 0                      | 5                      |
| Леушино, присілок            | 6                      | 1                      |
| Мала Підволочна, присілок    | 0                      | 0                      |
| Муха, присілок               | 0                      | 0                      |
| Нижня Водська, присілок      | 1                      | 3                      |
| Пармаж, селище               | 0                      | 0                      |
| Патраки, присілок            | 3                      | 0                      |
| Петровці, присілок           | 0                      | 0                      |
| Покровське, село             | 588                    | 511                    |
| Роденки, присілок            | 0                      | 0                      |
| Сандаки, присілок            | 24                     | 11                     |
| Сімінська, присілок          | 0                      | 0                      |
| Солов'ї, присілок            | 0                      | 0                      |
| Череміська, присілок         | 0                      | 0                      |
| Чорна, селище                | 142                    | 63                     |
| Шахтари, присілок            | 3                      | 0                      |
| Шестакови, присілок          | 14                     | 3                      |
| Шильнікови, присілок         | 1                      | 0                      |
| Широченки, присілок          | 2                      | 2                      |
| Щенніковський, селище        | 54                     | 38                     |